# Jan Hendrik IV van Gorizia
Jan Hendrik IV van Gorizia (circa 1322 - 17 maart 1338) was van 1323 tot aan zijn dood graaf van Gorizia. Hij behoorde tot het huis Gorizia.

## Levensloop
Jan Hendrik IV was de zoon van graaf Hendrik III van Gorizia en diens echtgenote Beatrix, dochter van hertog Stefanus I van Beieren.
In 1323 stierf zijn vader, waarna Jan Hendrik IV graaf van Gorizia. Omdat hij wegens zijn minderjarigheid nog niet zelfstandig kon regeren, werd het onder het regentschap van zijn moeder en zijn oom Albert II geplaatst. Omdat Jan Hendrik nog overleed voor hij officieel volwassen was verklaard, regeerde hij nooit zelfstandig.
In 1336 huwde Jan Hendrik IV met Anna van Habsburg (1318-1343), dochter van hertog Frederik de Schone van Oostenrijk. Het huwelijk bleef kinderloos.
In 1338 stierf hij, waarna hij als graaf van Gorizia werd opgevolgd door zijn neven Albert III, Hendrik V en Meinhard VI. Jan Hendrik werd begraven in de parochiekerk in Rosazzo in de stad Udine.